# M-Faktor
Der M-Faktor (auch Multiplikationsfaktor, Faktor M) dient zur Einstufung von Gemischen mit hochtoxischen Bestandteilen in die Gefahrenklassen akut oder chronisch wassergefährdend.
Stoffe, die unter GHS bzw. CLP als akut oder chronisch wassergefährdend eingestuft werden, erhalten zusätzlich einen M-Faktor zur Einstufung.
Der M-Faktor ist abhängig von der akuten toxischen Wirkung auf Wasserorganismen (L(E)C50).
Bei der Ermittlung der Einstufung nach der Summerierungsmethode erhalten Stoffe durch den M-Faktor eine Gewichtung.

## Faktor
Der M-Faktor wird nach folgender Tabelle bestimmt (L(E)C50 und NOEC in mg/l):
Akute Toxizität (CLP und GHS)
| L(E)C50-Wert                    | Multiplikationsfaktor |
| ------------------------------- | --------------------- |
| 0,1 < L(E)C50 ≤ 1               | 1                     |
| 0,01 < L(E)C50 ≤ 0,1            | 10                    |
| 0,001 < L(E)C50 ≤ 0,01          | 100                   |
| 0,0001 < L(E)C50 ≤ 0,001        | 1.000                 |
| 0,00001 < L(E)C50 ≤ 0,0001      | 10.000                |
| weiter in Faktor-10-Intervallen |                       |

Chronische Toxizität (nur GHS)
| NOEC-Wert                       | M-Factor NRD | M-Factor RD |
| ------------------------------- | ------------ | ----------- |
| 0,01 < NOEC ≤ 0,1               | 1            | -           |
| 0,001 < NOEC ≤ 0,01             | 10           | 1           |
| 0,0001 < NOEC ≤ 0,001           | 100          | 10          |
| 0,00001 < NOEC ≤ 0,0001         | 1.000        | 100         |
| 0,000001 < NOEC ≤ 0,00001       | 10.000       | 1.000       |
| weiter in Faktor-10-Intervallen |              |             |

1. ↑  Nicht schnell abbaubar / Non-rapidly degradable
2. ↑  Schnell abbaubar / rapidly degradable

## Beispiele
Ausgewählte M-Faktoren von Stoffen
- Bromoxynil: M=10
- Triclosan: M=100
- Azafenidin: M=1000
- Mevinphos: M=10000